# Arctosa bogotensis
Arctosa bogotensis là một loài nhện trong họ Lycosidae.
Loài này thuộc chi Arctosa. Arctosa bogotensis được Eugen von Keyserling miêu tả năm 1877.